# Ключ 32
Ключ 32 (трад. и упр. 土) — ключ Канси со значением «Земля»; один из 34, состоящих из трёх штрихов.
В словаре Канси есть 580 символов (из 49 030), которые можно найти c этим радикалом.

## История
Древняя идеограмма холма или бугра послужила основой для возникновения иероглифа.
Самостоятельно иероглиф употребляется в значениях «земля», «почва», «участок земли», «местность», «территория».
Это сильный ключевой знак, являющийся составной частью многих иероглифов; остальные элементы сложного иероглифа конкретизируют или уточняют смысл целого, так или иначе связанного с землей.
В словарях располагается под номером 32.

Вид в Цзягувэнь
Вид в Цзиньвэнь
Вид в Цзяньду
Вид в большой печати Чжуаньшу
Вид в малой печати Чжуаньшу

## Значение
1. Осадок смеси на поверхности.
2. Земля.
3. Родной город, бывшая резиденция.
4. Бог Земли.
5. Одна из восьми нот, то есть музыкальный инструмент из земли в китайской философии «Восемь видов звука» (кит. 八⾳, пиньинь bā yīn, палл. ба инь).
6. Один из пяти элементов в китайской философии «Пять стихий» (кит. 五行, пиньинь wŭ xíng, палл. у син).
7. Местный.
8. Вульгарно и немодно.
9. Живи.
10. Название планеты Сатурн.

## Варианты прочтения
- кит. 土, пиньинь tǔ, тху.
- яп. ど, do, до.
- кор. 흙 heuk, хык?, 토 to, то?.

## Примеры иероглифов
| Доп. штрихи | Иероглифы |
| ----------- | --- |
| 0           | 土 |
| 1           | 龶𡈼𡈽圠圡 |
| 2           | 㘦圢圣圤圥圦圧 |
| 3           | 圪圫圬圭圮圯𡉎𡉏在圩地圱圲圳圴圵圶圷圸圹𡉕𡉖 |
| 4           | 㘪㘫㘬㘭㘮㘯圻圼圽圾圿坊坋坌坍坎坏坛坜坟𡉼𡉽𡉾𡉿㘧㘨㘩㘰址坁坂坃坄坅坆均坈坉坐坑坒坓坔坕坖块坘坙𡉦𡉴                                                                   |
| 5           | 𡊠𡊨𡊩𡊰𡊱𡊲𡊳坪坫坬坭坮坯坺坻坼坽坾坿垊㘱㘲㘳㘴㘵坡坢坣坤坥坦坧坨坩坰坱坲坳坴坵坶坷坸坹垀垁垂垃垆垇垈垉                                                               |
| 6           | 城型垠垡垢垣垤垥垦垧垨垩垪垫垬垮垯垰垳垴垵城𡊸𡋀𡋁𡋂𡋃𡋗𡋣𡋤𡋥𡋦㘺㘻㘼㘽㘾型垌垍垎垏垚垛垜垝垞垟㘶㘷㘸㘹垐垑垒垓垔垕垖垗垘垙                                           |
| 7           | 垶垸垹垺垻垷垼垽垾垿埀埁埂埃埄埅埆埇埈埉埊埋埌埍埏埐埑埒埓埔埕埖埗埘埛𡋯𡋽𡋾𡋿㘿𡌛㙀㙁㙂㙃㙄㙅㙆𡌀𡌂𡌃𡌄𡌅𡌠𡌡𡌢𡌣﨏                                                   |
| 8           | 埴堍埜埝埞域埠埡埢埣埤埥埦埧埨埩埫埬埭埮埯埰埱埲埳埴埵埶執埸培基埻埼埽埾埿㙊㙋㙌㙍堊堋堌堍堎堏𡌺𡌽𡌿𡍚𡍛𡍜𡍝𡍞𡍟㙇㙈㙉堀堁堂堃堄堅堆堇堈堉堐堒堓堔堕𡌶𡍄𡍘𡍙𡍢         |
| 9           | 堲報埪𡎠𡎡𡎢𡎣𡎤𡎥𡎦𡎭㙎㙏堚堛堜堝堞堟堪堫堬堭堮堯堺堻堼堾堿𡎎𡎚𡎛𡎜𡎝𡎞𡎟㙐㙑㙒㙓㙔㙕㙖㙗㙘堖堗堘堙堠堡堢堣堤堥堦堧堨堩堰報堲堳場堵堶堷堸堹塀塁塂塄塅塆塇塈𡍲𡍵𡍶𡎘𡏅 |
| 10          | 𡎺𡏄𡏆𡏖𡏘𡏛𡏟𡏠𡏡𡏢𡏣𡏤𡏥𡏦𡏧㙚㙛㙜㙝㙞㙟堽塊塋塌塍塎塏塚塛塜塝塞塟塪填塬塭塮塯㙙塃塉塐塑塒塓塔塕塖塗塘塙塠塡塢塣塤塥塦塧塨塩塰塱塞塚                                 |
| 11          | 𪤗𡏭𡏯𡏽𡏾塺塻塼塽塾塿墊墋墌墍墎墏墚墛𡐚㙠㙡㙢㙣㙤㙥㙦塲塳塴塵塶塷塸塹墀墁墂境墄墅墆墇墈墉墐墑墒墓墔墕墖増墘墙𡐓𡐖𡐗𡐘𡐙                                               |
| 12          | 墬墠墡墢墣墤墥墦墧墩墪墫墬墭墮墯墰墱墲墳墴墵墶墷墸墹㙪㙫㙬㙭㙮㙯墜墝增墟𡐮𡐯𡐿𡑝㙧㙨㙩𡐤𡑒𡑓𡑔𡑕𡑖𡑗墨墳                                                               |
| 13          | 龳墺墻墼墽墾墿壀壁壂壃壄壅壆壇壈壉壊壋壌𡑪𡑭𡑮㙰㙱㙲㙳㙴㙵㙶𡑩𡑰𡑱𡑲𡑳𡑴𡑵                                                                                             |
| 14          | 龼壍壎壏壐壑壒壓壔壕壖壗𡒨𡒪𡒫𡒬𡒭𡒮𡒯㙺𡒊㙷㙸㙹𡒗𡒘 |
| 15          | 壘壙𡒶𡒻𡓁𡓂𡓃𡓄𡓅𡓆𡓇𡓈𡓋𡓎𡓏㙻㙼㙽 |
| 16          | 壚壛壜壝壞壟壠壢𡓔𡓞𡓟𡓠𡓡𡓢𡓥㙾㙿壟 |
| 17          | 壣壤壥𡓨𡓮𡓯㚀 |
| 18          | 壦𡓳𡓽𡓾 |
| 19          | 𡔃 |
| 20          | 壧壨𡔍 |
| 21          | 壩㚁𡔑𡔒𡔔 |
| 22          | 壪㚂 |
| 23          | 𡔖 |

- Примечание: Ваш браузер может отображать иероглифы неправильно.